# Alex Thomas Kaliyanil
Alex Thomas Kaliyanil SVD (ur. 27 maja 1960 w Vallamchira) – indyjski duchowny katolicki pracujący w Zimbabwe, arcybiskup Bulawayo od 2009. 

## Życiorys

### Prezbiterat
W 1987 roku złożył śluby zakonne w Zgromadzeniu Słowa Bożego (werbistów). Święcenia kapłańskie otrzymał w dniu 7 maja 1988 roku. Po święceniach wyjechał do Zimbabwe i przez kilkanaście lat pracował w parafiach archidiecezji Bulawayo. W 2005 został ekonomem tej archidiecezji, zaś trzy lata później powierzono mu funkcję przełożonego regionalnego zakonu.

### Episkopat
20 czerwca 2009 papież Benedykt XVI mianował go arcybiskupem archidiecezji Bulawayo. Sakry biskupiej udzielił mu 12 września 2009 nuncjusz apostolski w Zimbabwe - arcybiskup George Kocherry.